# Martín López-Zubero
Martín López-Zubero, född 23 april 1969 i Jacksonville, är en spansk före detta simmare.
Han blev olympisk guldmedaljör på 200 meter ryggsim vid sommarspelen 1992 i Barcelona.